# Сен-Мартен-де-Шан (Шер)
Сен-Марте́н-де-Шан (фр. Saint-Martin-des-Champs) — коммуна во Франции, находится в регионе Центр. Департамент — Шер. Входит в состав кантона Сансерг. Округ коммуны — Бурж.
Код INSEE коммуны — 18224.

## География
Коммуна расположена приблизительно в 195 км к югу от Парижа, в 115 км юго-восточнее Орлеана, в 45 км к востоку от Буржа.
Вдоль западной границы коммуны протекает река Вовиз.

## Население
Население коммуны на 2008 год составляло 345 человек.
| 1962 | 1968 | 1975 | 1982 | 1990 | 1999 | 2008 |
| ---- | ---- | ---- | ---- | ---- | ---- | ---- |
| 418  | 445  | 391  | 356  | 335  | 331  | 345  |

## Экономика
В 2007 году среди 210 человек в трудоспособном возрасте (15-64 лет) 149 были экономически активными, 61 — неактивными (показатель активности — 71,0 %, в 1999 году было 67,0 %). Из 149 активных работали 136 человек (76 мужчин и 60 женщин), безработных было 13 (9 мужчин и 4 женщины). Среди 61 неактивных 11 человек были учениками или студентами, 31 — пенсионерами, 19 были неактивными по другим причинам.

## Фотогалерея

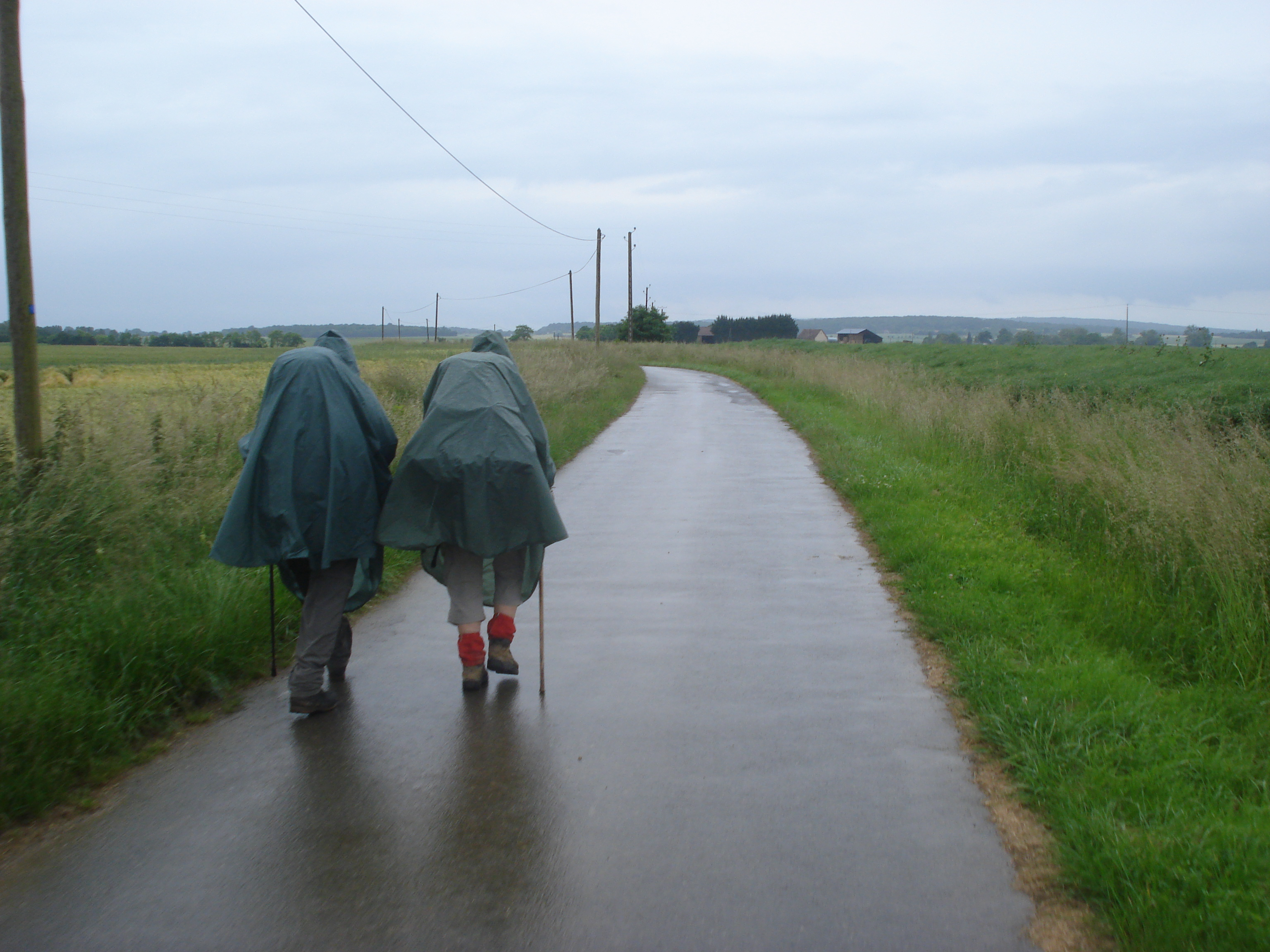
Паломники на Пути Святого Иакова у Сен-Мартен-де-Шана
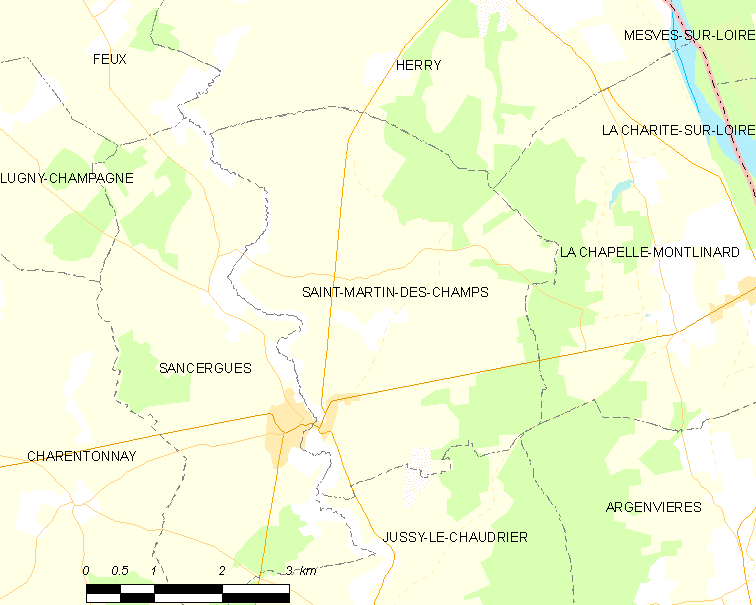
Карта коммуны